# باشگاه فوتبال ماریسکال سانتا کروز
باشگاه ماریسکال سانتا کروز یک باشگاه فوتبال از بولیوی مستقر در شهر لاپاز، بولیوی است که به افتخار آندرس ده سانتا کروز، رئیس‌جمهور سابق پرو و بولیوی نامگذاری شده است.
این باشگاه در سال ۱۹۲۳ به عنوان باشگاه فوتبال نورثرن تأسیس شد، در سال ۱۹۶۶ پس از اینکه به دلیل مشکلات مالی به نیروهای مسلح بولیوی فروخته شد، نام خود را تغییر داد.
ماریسکال سانتا کروز در لیگ فوتبال نیمه آماتور پایتخت بولیوی از زمان تشکیل آن در سال ۱۹۵۰ تا سال ۱۹۷۶ که باشگاه منحل شد، بازی کرد.
اولین و تنها حضور آنها در یک تورنمنت رسمی بین‌المللی کونمبول، جام برندگان جام کونمبول ۱۹۷۰ بود که در لاپاز، بولیوی برگزار شد. این باشگاه برنده مسابقات شد، اولین و تا کنون تنها باشگاه بولیوی که تا به حال این کار را انجام داده است.
در سال ۱۹۷۶ این باشگاه توسط رئیس‌جمهور وقت بولیوی، ژنرال هوگو بانزر منحل شد.

## افتخارات
- جام برندگان جام کونمبول: ۱ قهرمانی
  - ۱۹۷۰